# Zespół przyrodniczo-krajobrazowy „Jezierzyce”

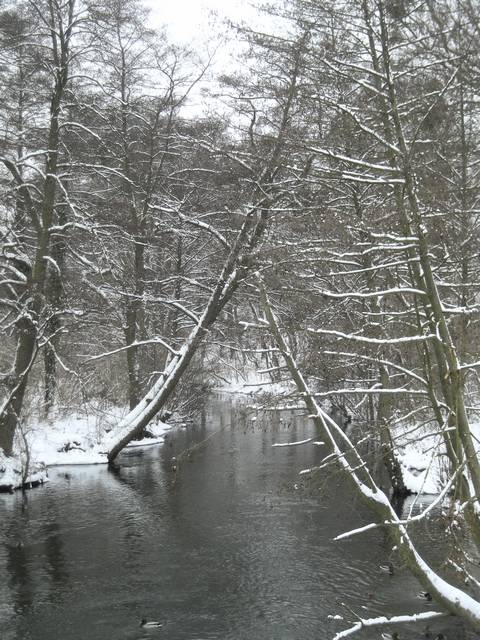
Płonia w Jezierzycach

Zespół przyrodniczo-krajobrazowy „Jezierzyce” – zespół przyrodniczo-krajobrazowy w Szczecinie (Jezierzyce, Prawobrzeże) o powierzchni 106,71 ha. W jego skład wchodzą m.in. meandry Płoni oraz stawy Klasztorny i Cysterski.
Powołany został Uchwałą Rady Miejskiej w Szczecinie nr L/708/94 z 16 maja 1994 roku. Powstał w strefie ochrony SzPK „Puszcza Bukowa” celem zachowania i odtwarzania walorów przyrodniczych i krajobrazowych kompleksu roślinności typowej dla doliny rzecznej oraz łąk i muraw (grążel żółty, szuwary z trzciną pospolitą i pałką wąskolistną, turzycowiska, łąki kaczeńcowe, murawy napiaskowe, wikliny nadrzeczne, łozowiska, łęg wierzbowy czy ols porzeczkowy).
Przez obszar zespołu prowadzi  Szlak Rekowski.